# Варгава
Варгава (пол. Wargawa) — село в Польщі, у гміні Вітоня Ленчицького повіту Лодзинського воєводства.
Населення — 56 осіб (2011).
У 1975-1998 роках село належало до Плоцького воєводства.

## Демографія
Демографічна структура станом на 31 березня 2011 року:
|          | Загалом | Допрацездатний вік | Працездатний вік | Постпрацездатний вік |
| -------- | ------- | ------------------ | ---------------- | -------------------- |
| Чоловіки | 30      | 4                  | 19               | 7                    |
| Жінки    | 26      | 4                  | 13               | 9                    |
| Разом    | 56      | 8                  | 32               | 16                   |